# Голям алпийски саламандър
Големият алпийски саламандър (Salamandra lanzai) е вид земноводно от семейство Саламандрови (Salamandridae). Видът е световно застрашен, със статут Уязвим.

## Разпространение
Разпространен е в Италия и Франция.